# L'Hospitalet-près-l'Andorre

L'Hospitalet-près-l'Andorre este o comună în departamentul Ariège din sudul Franței. În 1 ianuarie 2022 avea o populație de 95 de locuitori.